# Aleksandrovac (okręg braniczewski)
Aleksandrovac (cyr. Александровац) – wieś w Serbii, w okręgu braniczewskim, w gminie Žabari. W 2011 roku liczyła 1414 mieszkańców.